# Synacra paupera
Synacra paupera är en stekelart som beskrevs av Macek 1995. Synacra paupera ingår i släktet Synacra, och familjen hyllhornsteklar. Arten är reproducerande i Sverige.